# Teva Pharmaceutical Industries
Teva Pharmaceutical Industries este o companie farmaceutică din Israel.
Este cel mai mare producător de medicamente generice la nivel mondial.
Compania a avut vânzări de 16,1 miliarde de dolari în anul 2010.
În anul 2004, Teva a plătit 3,4 miliarde dolari pentru preluarea companiei Sicor (SUA).
În anul 2005, Teva a cumpărat producătorul nord-american IVAX pentru 7,4 miliarde dolari, devenind cel mai mare producător mondial de medicamente generice.
Cifra de afaceri în 2008: 11,09 miliarde de dolari

## Teva în România
Compania este prezentă și în România prin importuri și a avut o cifră de afaceri de 16 milioane de dolari în anul 2007.